# 17217 Pollner
17217 Pollner este o planetă minoră (asteroid), cu un diametru de 3,748 km, din centura de asteroizi. A fost descoperită pe 7 ianuarie 2000 la Experimental Test Site⁠(d) de Lincoln Near-Earth Asteroid Research. 
Obiectul prezintă o orbită caracterizată de o semiaxă mare de 2,5843285 UAi, o excentricitate de 0,1596021, o înclinație de 11,67163 ° în raport cu ecliptica.